# Morgan (film)
Morgan je britansko ameriška znanstvenofantastična grozljivka iz leta 2016. Film je prvenec režiserja Luka Scotta, scenarij pa je napisal Seth Owen. Igralsko zasedbo sestavljajo Kate Mara, Anya Taylor-Joy, Toby Jones, Rose Leslie, Boyd Holbrook, Michelle Yeoh, Jennifer Jason Leigh in Paul Giamatti.
Snemanje se je začelo 26. maja 2015 na Severnem Irskem, film pa je 2. septembra 2016 izdal distributor 20th Century Fox.

## Vsebina
Lee Weathers je samozavestna mlada ženska, ki dela za genetsko podjetje SynSect. Eden izmed njihovih eksperimentov je tudi človeški hibrid Morgan, ki je pametnejši od ljudi. Lee mora preiskati okoliščine incidenta, v katerem je Morgan z nalivnim peresom zabodla v oko dr. Kathy Grieff. Pri večerji Lee skupaj z osmimi preiskovalci in vodilnima znanstvenikoma dr. Lui Cheng in dr. Simonom Zieglerjem debatira o incidentu v Helsinkih, kjer je bilo ubitih 21 raziskovalcev.
Psiholog dr. Alan Shapiro prispe, da bi ocenil Morgan, vendar ga to ubije ko jo začne izzivati. Lee se zato odloči, da je Morgan preveč nevarna in da se je je treba znebiti. Toda znanstveniki, ki Morgan poznajo že od rojstva, je ne morejo ubiti. Ko jo skuša ubiti Lee, jo znanstveniki zaprejo v kletko, v kateri je bila pred tem Morgan. Skupaj z Morgan skušajo pobegniti, vendar jih Morgan vse pobije, medtem ko Ziegler naredi samomor.
V hiši dr. Cheng posneme opravičilo zaradi neuspeha eksperimenta, v katerem namigne, da podjetje razvija ljudi za uporabo kot orožja. Morgan je bil njihov zadnji eksperiment, v katerem so poskušali dodati več človeških čustev, a da so ugotovili, da je bilo rezultat težje nadzorovati. Ko dr. Cheng konča, vstopi v sobo Morgan in jo zaduši. Lee pobegne iz celice in skuša zaustaviti Morgan, vendar ta vzame avto in pobegne z dr. Amy Menser, za katero Morgan meni, da je njena edina prava prijateljica.
Lee in Skip Vronsky začneta slediti paru. Lee naroči Skipu, naj počaka v avtomobilu, medtem ko bo ona odšla naprej sama. Morgan in Lee imata končni dvoboj, v katerem se zdi, da sta enako močni in hitri. Lee nazadnje le uspe ubiti Morgan, nato pa ubije še Menserjevo in Skipa ter se tako znebi prič.
Vodstvo SynSecta sedi v konferenčni sobi in mirno razpravlja o tem, kaj se je zgodilo. Razkrijejo, da je Lee pravzaprav zgodnejši, manj čustven prototip človeškega hibridnega orožja in sklenejo, da je boljši model kot Morgan.

## Igralci
- Kate Mara kot Lee Weathers
- Anya Taylor-Joy kot Morgan
  - Amybeth McNulty kot Morgan v desetem letu starosti
- Toby Jones kot dr. Simon Ziegler
- Rose Leslie kot dr. Amy Menser
- Boyd Holbrook kot Skip Vronsky
- Michelle Yeoh kot dr. Lui Cheng
- Jennifer Jason Leigh kot dr. Kathy Grieff
- Paul Giamatti kot Dr. Alan Shapiro
- Michael Yare kot Ted Brenner
- Chris Sullivan kot Dr. Darren Finch
- Vinette Robinson kot Dr. Brenda Finch
- Crispian Belfrage kot Charles Grimes
- Luke Whoriskey kot Jimmy
- Jonathan Aris kot David Chance
- Brian Cox kot Jim Bryce